# Mariano G. Vallejo (U-Boot)
Die Mariano G. Vallejo, auch USS Mariano G. Vallejo (Kennung: SSBN-658), war ein atomgetriebenes U-Boot mit ballistischen Raketen der Lafayette-Klasse (Benjamin-Franklin-Gruppe) der United States Navy, das von 1966 bis 1995 in Dienst stand. Sie wurde nach Mariano Guadalupe Vallejo benannt.

## Geschichte
SSBN-658 wurde 1963 in Auftrag gegeben und 1964 auf der Mare Island Naval Shipyard auf Kiel gelegt. 1965 lief das Boot vom Stapel und wurde getauft, Taufpatin war Patricia O. V. McGettigan, eine Nachfahrin Vallejos. Ende 1966 wurde die Mariano G. Vallejo in Dienst gestellt.
Das U-Boot wurde 1967 in Pearl Harbor auf Hawaii stationiert und fuhr in den folgenden Jahren von dort aus regelmäßig Patrouillen zur nuklearen Abschreckung. Später wurde das Boot in den Atlantik verlegt und modernisiert, so dass es die UGM-96 Trident I abschießen konnte. 1987 vollendete die Vallejo die 2500. Abschreckungspatrouille der U-Boot-Flotte der US Navy.
1995 wurde die Mariano G. Vallejo außer Dienst gestellt und daraufhin im Ship-Submarine Recycling Program in der Puget Sound Naval Shipyard abgebrochen. Einzig der Turm des Bootes wurde erhalten, auf das Gelände der Bauwerft Mare Island, die sich nahe der Stadt Vallejo befindet, die ebenfalls nach Mariano Guadalupe Vallejo benannt ist, gebracht und dort ausgestellt. Obwohl die Werft 1996 geschlossen wurde, steht der Turm noch immer dort.